# مسجد أشترجان
مسجد أشترجان هو مسجد في قسم اشترجان الريفي، إيران يقع على بعد 36 كم جنوب غرب أصفهان. تم بناء هذا المسجد في الفترة الدولة الإلخانية.